# Harith al-Muhasibi
Abu'Abdallah al-Harith bin Asad al-Muhasibi est un imam, théologien musulman, né dans la cité portuaire de Bassorah. On estime qu'il est né entre 781 et 786. Il serait décédé en 857 à Bagdad.

## Éléments biographiques
Le début de sa vie est peu connu. Ses parents auraient gagné Bagdad peu après sa naissance. 
L'imam al-Muhasibi est pour autant l'une des grandes figures intellectuelles de l'histoire musulmane. Il est à la fois un érudit et un narrateur de hadith. On rapporte qu'il a étudié la jurisprudence avec l'imam al-Shafi'i. Il est un orateur important, dont on rapporte qu'il fit pleurer l'Imam Hanbal, l'un de ses opposants les plus féroces. Il est aussi un théologien majeur (mutakallim). Parmi ses étudiants, on retrouve de grandes figures du soufisme primitif telles que Ahmad bin Abi al-Ward, Muhammad bin Abi al-Ward, Ahmad bin Muhammad bin Maruq, Junayd et Muhammad bin Ya'qub al Faraji. C'est un auteur prolifique qui aurait écrit 200 livres et traités. Il prône dans ses écrits, la mise en œuvre d'une analyse spirituelle, d'un auto-examen, pour que chaque personne discerne en elle  ce qui peut servir Dieu et ce que Dieu n'agrée pas. Cette approche est présentée notamment dans son principal écrit intitulé al-Ri‘āya li-ḥuqūq Allāh (Règle de vie en vue de l'observation des droits de Dieu),.
Il s'associe à un groupe de théologiens qui, sous la direction de ʿAbd Allāh ibn Kullāb, mort en 855, critiquent les doctrines de l'école rationaliste mutaziliste dominante à l'époque, ce qui lui vaut des suspicions et des persécutions dans la dernière période de sa vie.

## Autres sources
- Biographical Encyclopaedia of Sufis: Central Asia and Middle East, N. Hanif, Sarup & Sons, 2002 ,
- Encyclopaedia of Islam, Ian Richard Netton, Routledge, 2013